# Villo!
Villo! is het openbaar fietsverhuurprogramma van het Brussels Hoofdstedelijk Gewest. Het programma wordt geëxploiteerd door JCDecaux. In juni 2018 telde Villo! 360 stations met 5.000 fietsen in alle 19 gemeenten van het Brussels gewest.

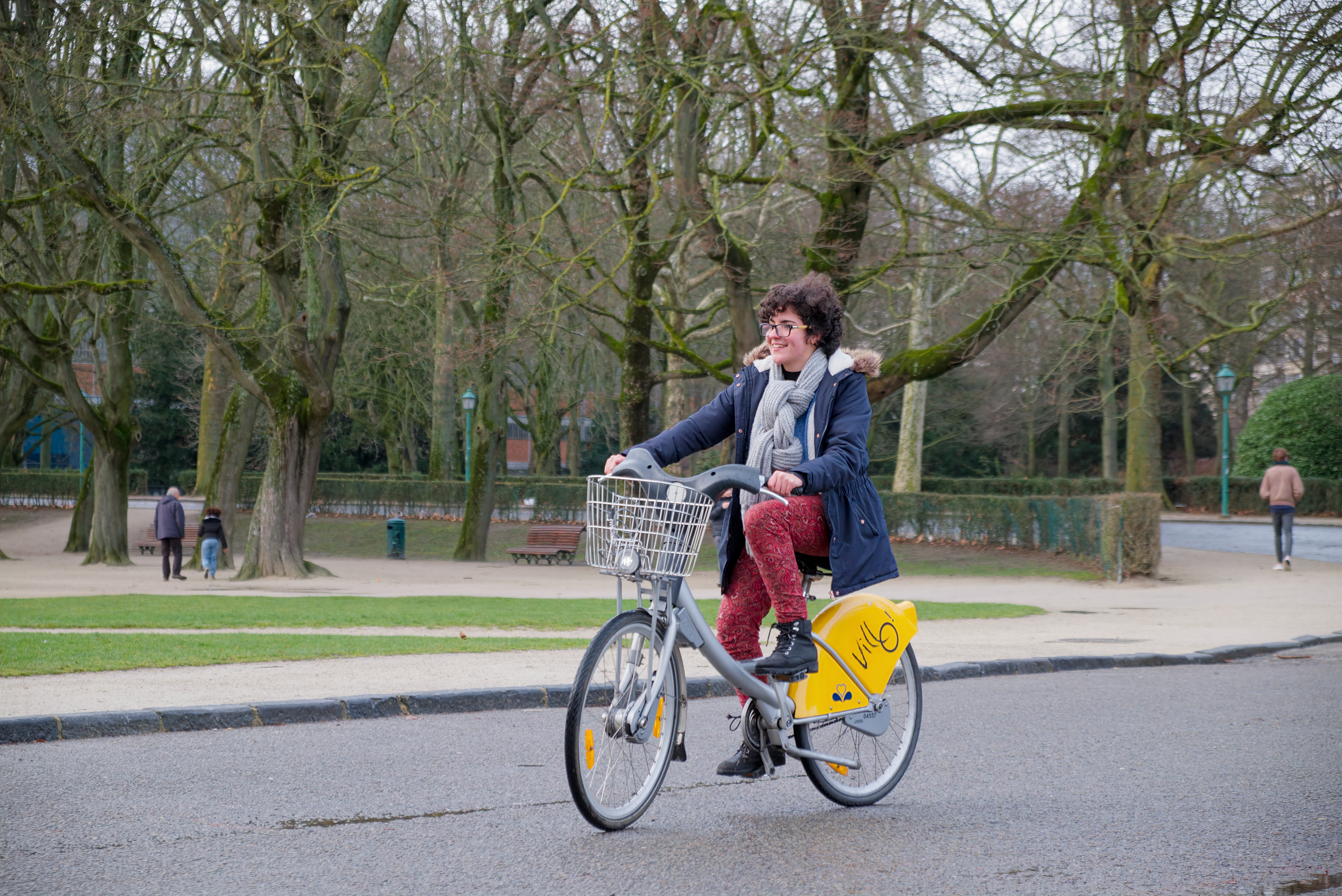
Fietser in het Jubelpark

## Geschiedenis
Het fietsverhuurproject Villo! werd op 16 mei 2009 ingehuldigd door Brussels minister van Mobiliteit Pascal Smet (sp.a). Aanvankelijk telde het project ongeveer 50 stations Villo! is de opvolger van Cyclocity dat in september 2006 werd gelanceerd met 250 fietsen op 23 standplaatsen. In tegenstelling tot Cyclocity werd de uitbater van het vernieuwde fietsverhuursysteem niet het Brussels Hoofdstedelijk Gewest, maar de Franse reclamemultinational JCDecaux.
In een tweede fase vanaf april 2012 zijn hier 140 stations bijgekomen en nog eens 2500 fietsen in acht nieuwe gemeentes. Begin 2013 telt het systeem 5000 fietsen en 360 door de stad verspreide automatische stallingsstations. 450 meter tussen elk station is essentieel voor het succes van het fietssysteem. Villo! vormt een bijkomende schakel in de hedendaagse mobiliteit. Het biedt de mogelijkheid om snel en ecologisch door een drukke stad te verplaatsen, of om een traject met het openbaar vervoer of met de auto aan te vullen.
In maart 2014 werd de vijf miljoenste rit met Villo! geregistreerd. In september 2016 bereikte Villo! de kaap van 9 miljoen ritten en in juni 2018 die van 12 miljoen ritten.

## Werking

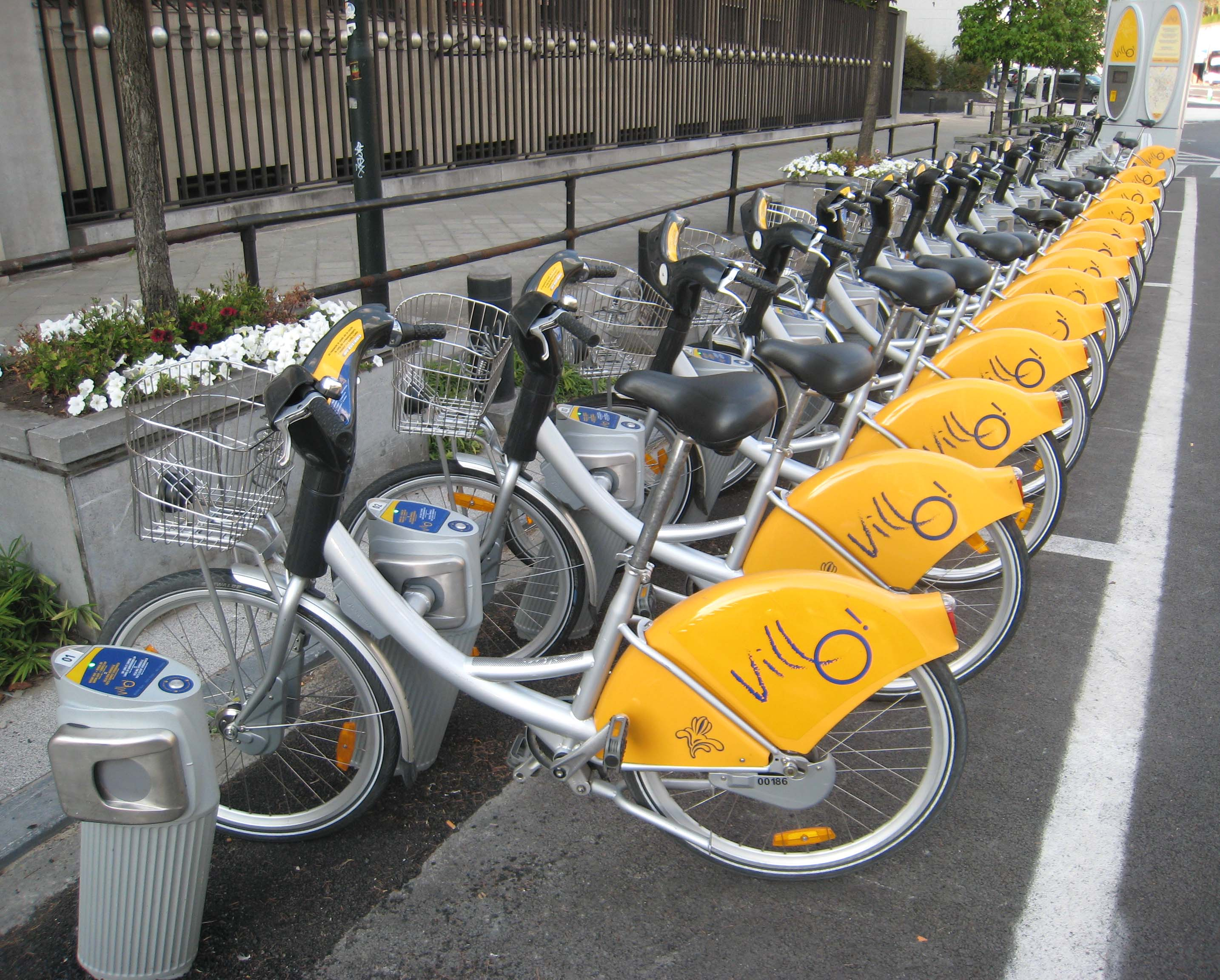
Villo!-station

Om een fiets te gebruiken heeft men een abonnement nodig in de vorm van een dagkaart, een weekkaart of een jaarkaart. De dag- en weekversie kunnen op de stallingsstations verkregen worden met een kredietkaart; de jaarversie is enkel op de website te bekomen en is voorzien van een RFID-chip die het mogelijk maakt de fiets contactloos te ontgrendelen.
Het doel is de gebruikers ertoe te bewegen de fiets zo snel mogelijk weer in een stallingsstation terug te zetten, zodat deze weer beschikbaar wordt voor de circulatie. Enkel bij ritten langer dan 30 minuten komt er een meerprijs.
Medewerkers van Villo! zorgen voor optimale spreiding van fietsen en beschikbare stallingsplaatsen door fietsen tussen de verschillende stations te verplaatsen. Daarnaast zijn er ook extra minuten te winnen voor gebruikers die fietsen terugplaatsen in fietsstations waar anders vooral fietsen weggenomen worden, bijvoorbeeld fietsstations boven op een heuvel.

## Elektrische fietsen
In februari 2014 is JCDecaux gestart met elektrische testfietsen om ouderen op de Villo! te helpen, heuvelachtige gebieden beter bereikbaar te maken en een antwoord te bieden op de vraag vanuit de gebruikers en de toeristische sector. Elektrische Villo!'s zouden er ten vroegste in 2016 kunnen komen. In augustus 2018 werd bekendgemaakt dat in de zomer van 2019 ongeveer een derde van de deelfietsen van Villo! elektrisch worden. Hiernaast zouden er extra stations bijkomen en zouden bestaande stations worden uitgebreid. In augustus 2019 kondigde JCDecaux aan dat de introductie van elektrische Villo-fietsen tot eind september 2019 zou worden uitgesteld. Sinds november 2019 beschikt het programma over 1.800 elektrische fietsen.